# Karavaan (album)
Karavaan is het zesde studioalbum van Diggy Dex, artiestennaam van Koen Jansen, en verscheen in 2018. Het album stond vijf weken in de Nederlandse Album Top 100 en piekte op plek 34.

## Nummers
| Nr. | Titel                                  | Schrijver(s)                                      | Duur |
| --- | -------------------------------------- | ------------------------------------------------- | ---- |
| 1.  | Ander nieuws                           | Koen Jansen, René van Mierlo                      | 0:42 |
| 2.  | La vie est belle (met Vali)            | Koen Jansen, René van Mierlo                      | 3:38 |
| 3.  | De zon op                              | Martijn Konijnenburg, Koen Jansen, Lieuwe Roonder | 3:28 |
| 4.  | Karavaan                               | Koen Jansen, René van Mierlo                      | 2:56 |
| 5.  | Weg van jou (met JW Roy)               | Jan Willem Roy, Koen Jansen, René van Mierlo      | 2:56 |
| 6.  | We moeten door                         | Okke Punt, Koen Jansen, René van Mierlo           | 3:55 |
| 7.  | Bon voyage                             | Koen Jansen, René van Mierlo, Marcel Tegelaar     | 3:01 |
| 8.  | Straks is het te laat                  | F. Laman, Koen Jansen, René van Mierlo            | 3:39 |
| 9.  | Kan het zijn                           | Koen Jansen, René van Mierlo, Marcel Tegelaar     | 3:26 |
| 10. | Revolutie van de liefde (met Stef Bos) | Koen Jansen, René van Mierlo, Stef Bos            | 3:45 |
| 11. | Deze dans                              | Okke Punt, Koen Jansen, René van Mierlo           | 3:57 |
| 12. | Alles is nu                            | Koen Jansen, René van Mierlo                      | 4:04 |